# Relicário dos Três Reis Magos
O Relicário dos Três Reis Magos, ou Santuário dos Três Reis é um relicário tradicionalmente acreditado conter os ossos dos Magos bíblicos, também conhecidos como os Três Reis Magos. O santuário é um grande sarcófago triplo dourado e decorado colocado acima e atrás do altar-mor da Catedral de Colônia, no oeste da Alemanha. Construído aproximadamente de 1180 a 1225, é considerado o ponto alto da arte mosana e o maior relicário do mundo ocidental.